# The Pale Green Girl
The Pale Green Girl je studiové album americké zpěvačky Penelope Houston. Vydalo jej v roce 2004 hudební vydavatelství DBK Works. Nahrála jej společně s multiinstrumentalistou Patem Johnsonem. Ten byl spolu se zpěvačkou a Wallym Soundem rovněž producentem nahrávky. Sound je rovněž vlastníkem nahrávacího studia, v němž deska vznikla – The Wally Sound v kalifornském Oaklandu. Album obsahuje deset autorských písní a uzavírá jej coververze skladby „Buffalo Ballet“ od velšského hudebníka a skladatele Johna Calea (původně vyšla na jeho albu Fear z roku 1974).

## Seznam skladeb
| Pořadí | Název            | Autor            | Délka |
| ------ | ---------------- | ---------------- | ----- |
| 1.     | Take My Hand     | Penelope Houston | 4:01  |
| 2.     | Hole             | Houston          | 4:06  |
| 3.     | Bottom Line      | Houston          | 3:08  |
| 4.     | Aviatirx         | Houston          | 4:37  |
| 5.     | Pale Green Girl  | Houston          | 4:52  |
| 6.     | Flight 609       | Houston          | 3:54  |
| 7.     | Privelege + Gold | Houston          | 4:29  |
| 8.     | Walnut           | Houston          | 4:32  |
| 9.     | Snow             | Houston          | 3:11  |
| 10.    | Soul Redeemer    | Houston          | 4:14  |
| 11.    | Buffalo Ballet   | John Cale        | 3:30  |

## Obsazení
- Penelope Houston – zpěv, autoharfa
- Pat Johnson – kytara, baskytara, varhany, klavír, tamburína, doprovodné vokály
- Katherine Chase – baskytara, doprovodné vokály
- Paula O'Rourke – baskytara
- Jeff Jacks – baskytara
- Eljohn Nelson – bicí
- Ricky Quisol – bicí